# Kaple Panny Marie Bolestné (Vatín)
Kaple Panny Marie Bolestné je malá sakrální stavba ve Vatíně ve farnosti Obyčtov, která patří do žďárského děkanství brněnské diecéze. Kaple není památkově chráněna.

## O kapli

### Historie
V 80. letech 19. století byla vesnice Vatín čtyřikrát postižena velmi zhoubnými požáry (1881, 1882, 1883 a 1885). Představitelé obce se tedy usnesli postavit kapli, jako prosbu k Bohu, aby byla vesnice dalších pohrom ušetřena. Byl ustaven Výbor pro realizaci stavby a na její finanční zajištění se vykonala sbírka. Stavba kaple pak proběhla v letech 1888-1891. Stavbou se nicméně obec zadlužila, a dluh byl umořen až v roce 1901. Průběh stavby, doplněný o podrobné účetnictví byl sepsán v pamětním spise (originálním pravopisem) Na památku založení a vystavění Kaple v obci Vatině vroku 1888.

### Současnost
Kaple je filiální k farnosti v Obyčtově a jsou v ní pravidelné bohoslužby (zpravidla každou středu v 17.00 hod.).

## Architektonická podoba
Kaple je jednolodní stavba, na boku se třemi okenními osami. Presbytář je neodsazený, uzavřený trojboce. Vstupnímu průčelí je představena užší věž s vysokou jehlancovou střechou. Fasády jsou členěny naznačenými pilastry.